# Гран (Во)
Гран (фр. Grens) — громада  в Швейцарії в кантоні Во, округ Ньйон.

## Географія
Громада розташована на відстані близько 115 км на південний захід від Берна, 38 км на південний захід від Лозанни.
Гран має площу 2,6 км², з яких на 9% дозволяється будівництво (житлове та будівництво доріг), 89% використовуються в сільськогосподарських цілях, 2% зайнято лісами, 0% не є продуктивними (річки, льодовики або гори).

## Демографія
2019 року в громаді мешкало 382 особи (+6,1% порівняно з 2010 роком), іноземців було 19,4%. Густота населення становила 150 осіб/км².
За віковим діапазоном населення розподілялося таким чином: 24,9% — особи молодші 20 років, 58,4% — особи у віці 20—64 років, 16,8% — особи у віці 65 років та старші. Було 141 помешкань (у середньому 2,7 особи в помешканні).
Із загальної кількості 133 працюючих 30 було зайнятих в первинному секторі, 51 — в обробній промисловості, 52 — в галузі послуг.